# Poticuara exilis
Poticuara exilis là một loài bọ cánh cứng trong họ Cerambycidae.